# Késia Estácio
Késia Estácio (Nova Iguaçu, 9 de novembro de 1984) é uma cantora e atriz brasileira.
Ficou conhecida do grande público por participar da primeira edição do The Voice Brasil. Em 2023, protagonizou a telenovela Elas por Elas da TV Globo.

## Carreira
Neta de maestro e filha de musicistas, Késia começou sua carreira como cantora gospel aos 15 anos, mas só ganhou notoriedade nacional em 2012, quando participou do programa musical The Voice Brasil. No reality show, a cantora integrou o time de Lulu Santos, chegando a ser uma das finalistas. Em 2013, esteve na trilha sonora da telenovela Amor à Vida, fazendo uma participação na música “As Curvas da Estrada de Santos”, (de Roberto Carlos), com Lulu Santos. Lançou o seu primeiro single em 2014, intitulado "Sou Livre".
Como atriz, deu inicio à sua carreira fazendo parte do grupo Nós do Morro, do Vidigal, em 2009, onde começou a atuar em grandes musicais. Na televisão, faz sua estreia como atriz em 2018 no programa Pais de Primeira.
Em 2023, Késia Estácio foi escalada para ser uma das protagonistas do remake de Elas por Elas ao lado de Deborah Secco, Thalita Carauta, Mariana Santos, Maria Clara Spinelli, Karine Teles e Isabel Teixeira.

## Filmografia

### Televisão
| Ano           | Título           | Personagem              | Notas                                                         |
| ------------- | ---------------- | ----------------------- | ------------------------------------------------------------- |
| 2012          | The Voice Brasil | Participante (5º lugar) | Temporada 1                                                   |
| 2018          | Pais de Primeira | Márcia Zanini           |                                                               |
| 2020          | Fora de Hora     | Patricia Evelyn         |                                                               |
| 2022–2024     | Encantado's      | Repórter Vilma          | Episódio: "Ô, Abre Alas!" Episódio: "O Inimigo Agora é Outro" |
| 2023–2024     | Elas por Elas    | Taís Cury (Patinha)     |                                                               |
| 2024          | Suíte Magnólia   | Bah Anita Souza (jovem) |                                                               |
| 2024          | 5x Comédia       | Adriana Nogueira        |                                                               |
| 2024-presente | Impuros          | Bruna Rizzo             |                                                               |

### Cinema
| Ano  | Título                      | Personagem | Notas  |
| ---- | --------------------------- | ---------- | ------ |
| 2021 | O Silêncio da Chuva         | Eliza      | [ 13 ] |
| 2022 | Você Só Pode Estar Louca    | Manoela    | [ 14 ] |
| 2023 | Mussum, o Filmis            | Leny       | [ 15 ] |
| 2023 | Um Ano Inesquecível - Verão | Alerte     | [ 16 ] |

## Teatro
| Ano       | Título                            | Ref    |
| --------- | --------------------------------- | ------ |
| 2012–2013 | A Menina Edith e a Velha Sentada  | [ 17 ] |
| 2013      | Beth Carvalho, O Musical          | [ 18 ] |
| 2016      | Garota de Ipanema, o amor é bossa |        |
| 2016      | Bossa em Concerto                 |        |
| 2020      | Elza                              | [ 19 ] |

## Prêmios e indicações
| Ano  | Premiação                   | Categoria       | Indicação     | Resultado |
| ---- | --------------------------- | --------------- | ------------- | --------- |
| 2023 | Melhores do Ano - Duh Secco | Atriz Revelação | Elas por Elas | Indicado  |